# Maribel Ripoll
Maribel Ripoll (Madrid, 20 settembre 1959) è un'attrice spagnola, nota per aver interpretato il ruolo di Dolores Ansenjo nella soap Il segreto.

## Biografia
Maribel Ripoll è nata il 20 settembre 1959 a Madrid (Spagna), fin da piccola ha mostrato un'inclinazione per la recitazione.

## Carriera
Maribel Ripoll ha iniziato la sua carriera partecipando, nel 1996, ad una puntata del programma televisivo La ruleta de la fortuna e in una puntata della serie El sexólogo. In seguito, partecipò a molte altre serie televisive, come Al salir de clase, Ada Madrina, Manos a la obra, El Comisario, Aquí no hay quien viva, Hermanos y Detectives, La que se avecina, Estados alterados Maitena, Acusados, La Pecera de Eva, Impares e Il segreto.

## Filmografia

### Cinema
- ¡Ja me maaten...!, regia di Juan Muñoz (2000)

### Televisione
- El sexólogo – serie TV (1996)
- Al salir de clase – serie TV (1997–1998)
- Ada Madrina – serie TV (1999)
- Manos a la obra – serie TV (2001)
- El comisario – serie TV (2003)
- Ana y los 7 – serie TV (2004)
- Aquí no hay quien viva – serie TV (2004)
- Hermanos y Detectives – serie TV (2007)
- La que se avecina – serie TV (2008)
- Estados Alterados Maitena – serie TV (2008)
- Acusados – serie TV (2010)
- La pecera de Eva – serie TV (2010)
- Impares premium – serie TV (2010)
- Impares – serie TV (2008-2010)
- Il segreto (El secreto de Puente Viejo) – soap opera (2011-2020)

### Cortometraggi
- Expiration Date, regia di Cristian Valenciano (2018)

## Programmi televisivi
- La ruleta de la fortuna (1996)
- Esta noche cruzamos el Mississippi (1996-1997)
- Pasapalabra (2001-2003)

## Doppiatrici italiane
Nelle versioni in italiano dei suoi film e delle sue serie TV, Maribel Ripoll è stata doppiata da:
- Alessandra Chiari[9] ne Il segreto[10]